# Александер Глезер
Александер Глезер (нім. Alexander Gläser; 4 січня 1914, Бюдінген — 13 вересня 2003, Бюдінген) — німецький льотчик-ас штурмової авіації, гауптман люфтваффе вермахту (25 квітня 1943), оберстлейтенант люфтваффе бундесверу. Кавалер Лицарського хреста Залізного хреста з дубовим листям.

## Біографія
1 жовтня 1932 року вступив в 15-й піхотний полк рейхсверу. В 1935 році переведений в люфтваффе. В квітні 1935 року переведений в 1-у ескадрилью 165-ї (з травня 1939 року — 77-ї) ескадри пікіруючих бомбардувальників. Учасник Польської кампанії. 28 травня 1940 року офіцерські курси при авіаційному училищі. У складі 2-ї ескадрильї своєї ескадри брав участь у Французькій кампанії і битві за Британію. В другій половині 1940 року — інспектор навчальної ескадрильї своєї ескадри, з січня 1941 року знову служив у складі 2-ї ескадрильї. Учасник Балканської кампанії та Німецько-радянської війни. З осені 1942 року — командир 4-ї ескадрильї, на чолі якої брав участь у боях під Сталінградом. З квітня 1943 року — командир навчальної групи, з лютого 1944 року — 2-ї групи своєї ескадри, якою командував до кінця війни. Всього за час бойових дій здійснив 1123 бойові вильоти. В 1957 році вступив у ВПС ФРН. 31 березня 1971 року вийшов у відставку.

## Нагороди
- Нагрудний знак пілота
- Медаль «За вислугу років у Вермахті» 4-го класу (4 роки)
- Медаль «У пам'ять 13 березня 1938 року»
- Медаль «У пам'ять 1 жовтня 1938» із застібкою «Празький град»
- Залізний хрест
  - 2-го класу (14 вересня 1939)
  - 1-го класу (10 травня 1940)
- Почесний Кубок Люфтваффе (24 листопада 1941)
- Авіаційна планка бомбардувальника в золоті з підвіскою
- Авіаційна планка наземної підтримки в золоті з підвіскою «1000»
- Німецький хрест в золоті (18 травня 1942)
- Медаль «За зимову кампанію на Сході 1941/42»
- Кримський щит
- Лицарський хрест Залізного хреста з дубовим листям
  - лицарський хрест (19 лютого 1943)
  - дубове листя (№811; 28 березня 1945)